# Cine trash
El cine trash es una denominación peyorativa que la crítica cinematográfica aplicó a las derivaciones tardías y residuales del cine de serie B de los años 30 y 40 del siglo XX, como las películas dirigidas por Joseph H. Lewis o Jacques Tourneur.

## Características
Mientras aquel cine se basaba en un sistema de grandes estudios que reutilizaban decorados y equipos de films de serie A en producciones de bajo presupuesto, el llamado cine trash se basaba en rodajes acelerados, presupuestos aún más exiguos, y equipos técnicos pequeños y hasta ínfimos.
Otro de sus aspectos recurrentes era el aprovechamiento, a veces descarado, de subgéneros y temas en boga desde una perspectiva, casi siempre, estrictamente comercial, todo ello bajo el patrocinio de pequeñas productoras (muchas veces en régimen de coproducción internacional).

## Exhibición
Sus circuitos de exhibición se vertebraban, fundamentalmente, en torno a cines de barrio, de pueblo, de verano, de sesiones continuas y dobles, y, por supuesto, el mercado del vídeo. El trash cinema surge, pues, con la gradual concentración monopolística de los estudios en la Norteamérica de los años 50, una creciente monopolización ocasionada por la dura competencia del neonato medio televisivo. Por ello, la pervivencia del medio cinematográfico se encauzaría en dos vertientes: el "bigger than life" (superproducciones, relaciones de pantalla colosales como el cinemascope, nuevos circuitos de exhibición, como los drive-ins) y los restos de la serie B, en que a menudo recalan cineastas de genio, como Fuller, Aldrich, Gordon Douglas, o Fleischer, los dos primeros, cineastas-productores independientes.

## Definiciones
Sin embargo, la definición más adecuada y rigurosa del trash cinema sería la siguiente: corriente cinematográfica de explotación comercial de los años 60, 70 y 80, que se distinguía por los bajos presupuestos y una distribución y exhibición marginales, casi restringidas al mercado videográfico en sus últimos años.

## Subgéneros
La naturaleza comercial del cine trash o cine basura, conllevaba la explotación de argumentos prototípicos para reclamo del público.

### Cine de monstruos
El primer subgénero histórico del trash cinema es la monster movie de la década de 1950, en que, junto a cineastas de dudoso talento, pero innegable entusiasmo, como Edward D. Wood Jr. o Andy Milligan, había realizadores de importancia; tal es el caso de Gordon Douglas, director de la película con hormigas gigantes La tierra en peligro, o Jack Arnold, realizador de La mujer y el monstruo, primera plasmación cinematográfica del monstruo del pantano. Arnold realizaría, además, otra de las obras capitales de la ciencia ficción: The Incredible Shrinking Man, con guion del escritor fantástico Richard Matheson.
La monster movie serviría de puente entre la serie B clásica y el cine de explotación posterior. Este período de transición en la industria cinematográfica mundial, generaría talentos como Roger Corman, que comienza su carrera en la década de 1950, o Jesús Franco, que empieza igualmente en la misma década, pero que no se consagrará sino hasta la década de 1960, con una proyección internacional de pequeños clásicos del cine de terror de serie B como Gritos en la noche, Miss Muerte, o La mano de un hombre muerto, y con el film onírico-erótico Necronomicón.

### Cine de desnudos
Otro subgénero característico del cine de explotación es el nudie, nacido con la nueva permisividad censorial estadounidense, resultante del desmoronamiento del Código Hays, cuya reglamentación de los espectáculos exigía, de manera inapelable, el pudor físico y el respeto a los valores tradicionales como el matrimonio y la familia, así como a las instituciones militares y eclesiásticas. Su nombre provenía de Will H. Hays, un político republicano que lo ideó. El fin de este Código a fines de la década de 1960, permitió que los cineastas hollywoodienses veteranos, e igualmente los de la "generación de la violencia" y la "generación de la televisión", tratasen abiertamente, por vez primera, temas escabrosos como el lesbianismo en La calumnia, de William Wyler, o en El asesinato de la hermana George, de Robert Aldrich, como ejemplos de esto. 
La crisis y flexibilización de valores en la década de 1960 extenderán rápidamente una revolución cultural por todo el planeta. Como consecuencia de la aludida flexibilización, las nuevas cinematografías mundiales, ya sea en su vertiente más artística, como en los nuevos cines de la década de 1960: la Nouvelle Vague francesa, el Free Cinema inglés, el Cinema Novo brasileño, el Nuevo Cine Alemán, el Nuevo Cine Italiano, los Nuevos Cines de Europa del Este, el Cine cubano del ICAIC, el Group des Cinq suizo, la obra del director egipcio Youssef Chahine, del senegalés Ousmane Sembène, o del griego Theo Angelopoulos etc.; así como la puramente comercialista y de serie B, mostrarán una sinceridad descarnada, un erotismo y una crudeza nueva en las pantallas de cine.
La crisis cultural, de valores y actitudes, e igualmente de estructuras políticas y económicas, se extenderá hasta hoy, cuestionándolo todo a su paso, tanto en el capitalismo como en los países socialistas.
El cine de explotación tenía que aprovechar la fácil propensión al escándalo y el reflejo del erotismo y la violencia, que antaño se suavizaban, dulcificaban o prohibían. El nudie es claro fruto de esto: trata de films de argumento liviano y evanescente, el cual sirve como excusa para mostrar numerosos desnudos femeninos. Por ejemplo, en The inmoral Mister Teas (1959), película inicial de Russ Meyer, en la cual un hombre adquiere el mágico poder de ver la desnudez femenina más allá de la ropa. Russ Meyer fue, junto con Herschell Gordon Lewis en su etapa pre-gore, el máximo cultivador de este subgénero, hoy muy envejecido y de nulo valor artístico.

### Cine de motoristas
El cine de motoristas es un subgénero minúsculo que nace con el multitudinario éxito de Los ángeles del infierno (1966), del avispado productor-director Roger Corman. El film narraba las fechorías de una pandilla de vándalos motorizados, y supondría la consagración del actor Peter Fonda en el mercado internacional. Como consecuencia del mentado film, surgirían otros productos que explotaban la veta de los motoristas criminales. El más célebre es la película Los sádicos de Satán (Satan's sadists, 1969), de Al Adamson, con un estimulante repertorio musical del hoy olvidado grupo roquero Nightriders. Este subgénero revelaba particularmente el miedo de la sociedad estadounidense ante las nuevas tendencias contraculturales de la juventud. En las décadas de 1960 y 1970 menudearán las cintas que moralizan con reprensión acerca de la "revolución cultural" de la época y su eclosión de droga y sexo. Un título revelador, en este sentido, sería Los caminos prohibidos de Katmandú, obra del conservador abogado y cineasta francés André Cayatte. 

### Cine gore
El gore es un subgénero o estilo cinematográfico más o menos marginal, consistente en la efusión de sangre y de violencia física extrema con secuelas fisiológicas como la supuración, los daños en órganos, etc. Su complejidad histórica es tal, que necesita de un artículo aparte. Aparece oficialmente en 1963 con Blood feast, obra del exdirector de nudies Herschell Gordon Lewis, con el patrocinio del productor David F. Friedman. No obstante, el subgénero se consagra definitivamente un año después con 2000 maníacos, del mismo director, demencial y exitosa cinta de culto, en la cual se realiza una sangrienta y sarcástica parodia de Brigadoon (1954), film de Vincente Minnelli. 
Tras el baño de prestigio que ha supuesto la actividad de cineastas como George A. Romero, Tobe Hooper, Sean S. Cunningham o los italianos Dario Argento y Lucio Fulci, el subgénero o estilo gore ha ido penetrando en todos los ámbitos del cine, e incluso películas de arte y ensayo europeas de la década de 1970 como El trío infernal (1974), de Francis Girod, con Romy Schneider y Michel Piccoli; que pueden considerarse abiertamente gore. Esta influencia se ha extendido igualmente sobre el cine actual, ya posterior a la edad de oro de los subgéneros.